# Paul Barth (Fechter)
Paul Barth (* 9. Mai 1921; † Februar 1974 in Basel) war ein Schweizer Degenfechter.

## Erfolge
Paul Barth nahm an den Olympischen Spielen 1952 in Helsinki teil und gewann im Mannschaftswettbewerb die Bronzemedaille. Zur Mannschaft gehörten neben ihm Mario Valota, Paul Meister, Otto Rüfenacht, Willy Fitting und Oswald Zappelli. In der Einzelkonkurrenz schied er mit 4:4-Siegen als Fünfter seiner Gruppe in der Viertelfinalrunde aus.